# Catherine Louveau
Catherine Louveau, est une sociologue et universitaire française. Ses travaux portent sur les conditions et les enjeux de l'accès des femmes aux pratiques sportives. 
Elle est professeure émérite à l'université Paris-Sud et présidente en 2021 de l'Institut Émilie-du-Châtelet.

## Biographie
Catherine Louveau est [réf. nécessaire]
Ses travaux portent sur les conditions et les enjeux de l'accès des femmes aux pratiques sportives et sur la sexuation des pratiques sportives.
Pour elle, « Les pratiques sportives constituent un fait culturel particulièrement pertinent pour analyser les rapports sociaux de sexe, les processus de ségrégation et de hiérarchisation entre les hommes et les femmes. »
En décembre 2017, après l’affaire Harvey Weinstein, elle réagit au « déni » de la ministre des sports concernant les violences sexuelles dans le milieu sportif en publiant dans Le Monde une tribune Si, Laura Flessel, les agressions sexuelles existent aussi dans le sport ! cosignée par Véronique Lebar et Philippe Liotard,,. 
En 2021, elle participe au documentaire Je ne suis pas une salope, je suis une journaliste de Marie Portolano et Guillaume Priou sur le sexisme et la place des femmes dans le journalisme sportif.

## Publications
- Catherine Louveau et Yann Drouet, Sociologie du sport : débats et critiques, L'Harmattan, 2006 (ISBN 2-296-01658-8 et 978-2-296-01658-3, OCLC 224938590, lire en ligne)
- Catherine Louveau et Annick Davisse, Sports, école, société, la différence des sexes : féminin, masculin et activités sportives, préface Geneviève Fraisse, Paris/Montréal (Québec), L'Harmattan, dl 1998, 342 p. (ISBN 2-7384-6580-3 et 978-2-7384-6580-1, OCLC 708353993, lire en ligne)
- Catherine Louveau, Dopage et performance sportive : analyse d'une pratique prohibée, Paris, INSEP-Éditions, 1995, 175 p. (ISBN 978-2-86580-075-9, 2-86580-075-X et 2-86580-250-7, OCLC 1056779087, lire en ligne)
- Catherine Louveau et Anne-Marie Waser, Sport et cité pratiques urbaines, spectacles sportifs : [actes du colloque, Rouen, juin 1997], Mont-Saint-Aignan, Université de Rouen, impr. 1999, 186 p. (ISBN 2-87775-259-3 et 978-2-87775-259-6, OCLC 496103237, lire en ligne)